# Libertas Termini 1997-1998
La stagione 1997-1998 della Libertas Termini è stata disputata in Serie A2 d'Eccellenza.
La società palermitana si è classificata al decimo posto in A2 d'Eccellenza.

## Verdetti stagionali
Competizioni nazionali
- Serie A2 d'Eccellenza:

stagione regolare: 10º posto su 16 squadre (13-17).

## Rosa
| Giocatrici |
| ---------- |

| N° | Naz.              | Ruolo | Sportivo             | Anno | Alt. |  |
| -- | ----------------- | ----- | -------------------- | ---- | ---- |  |
|    | Italia (bandiera) |       | Anna Rosso           |      |      |  |
|    | Italia (bandiera) |       | Torre                |      |      |  |
|    | Italia (bandiera) |       | Micci                |      |      |  |
|    | Italia (bandiera) |       | Vacca                |      |      |  |
|    | Italia (bandiera) | G     | Tatiana Pagano       | 1973 | 175  |  |
|    | Italia (bandiera) | G     | Patrizia Scannaliato | 1972 | 170  |  |
|    | Italia (bandiera) | P     | Giusy Augetto        | 1980 | 165  |  |
|    | Italia (bandiera) | AC    | Valentina Vega       | 1982 | 195  |  |
|    | Italia (bandiera) | G     | Cocchi               |      |      |  |
|    | Italia (bandiera) |       | Muffoletto           |      |      |  |

| Staff tecnico                 |
| ----------------------------- |
| Allenatore: Francesco Scimeca |